# Fredrik Rudberg
Fredrik Rudberg (* 30. August 1800 in Norrköping; † 14. Juni 1839 in Uppsala) war ein schwedischer Physiker.

## Leben
Rudberg studierte ab 1815 an der Universität Uppsala und wurde mit 21 Jahren Magister und Dozent für Mathematik. Sein erster wissenschaftlicher Aufsatz erschien 1819 und behandelte die mathematische Theorie von Kapillarerscheinungen. Nach seiner Promotion arbeitete er ausschließlich auf dem Gebiet der Physik. Während eines mehrjährigen Auslandsaufenthaltes in verschiedenen europäischen Ländern traf er in Paris François Arago, Jean-Baptiste Biot und Augustin Jean Fresnel. Nach seiner Rückkehr nach Uppsala wurde er dort 1828 Professor. Er forschte über Metalle und Legierungen und leistete Pionierarbeit speziell zu deren Schmelzen und Phasendiagrammen.
Mehrere seiner Veröffentlichungen erschienen in Poggendorffs Annalen der Physik und der physikalischen Chemie.
1838 wurde er zum korrespondierenden Mitglied der Preußischen Akademie der Wissenschaften gewählt.